# Heidefriedhof (Berlin)

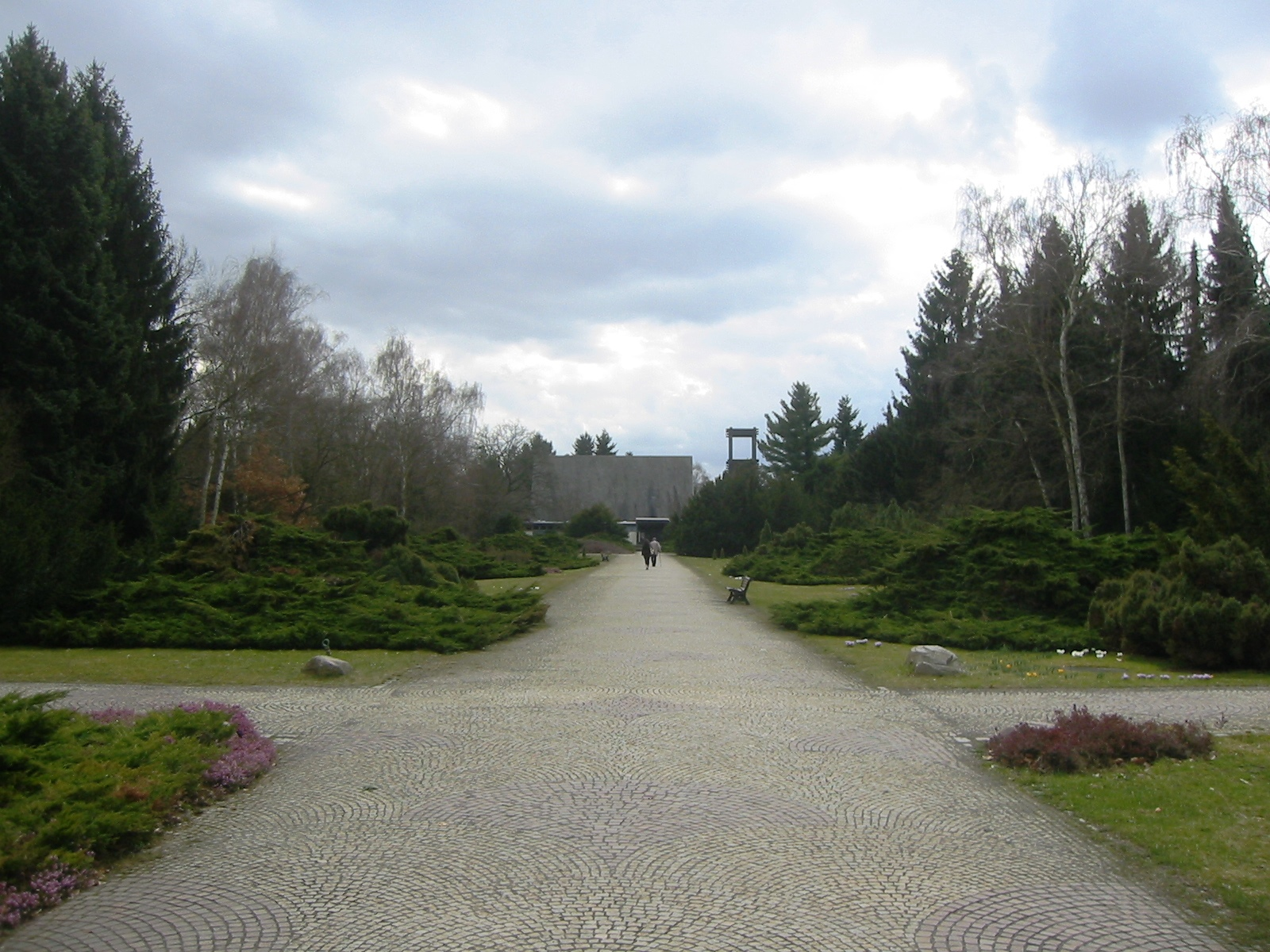
Zentrale Sichtachse des Friedhofs

Der Heidefriedhof ist ein städtischer Friedhof im Berliner Ortsteil Mariendorf im Bezirk Tempelhof-Schöneberg. Auf seiner zentralen Hauptachse sind Wacholder und Heidekraut angepflanzt, die dem Friedhof seinen Namen geben.

## Lage und Geschichte

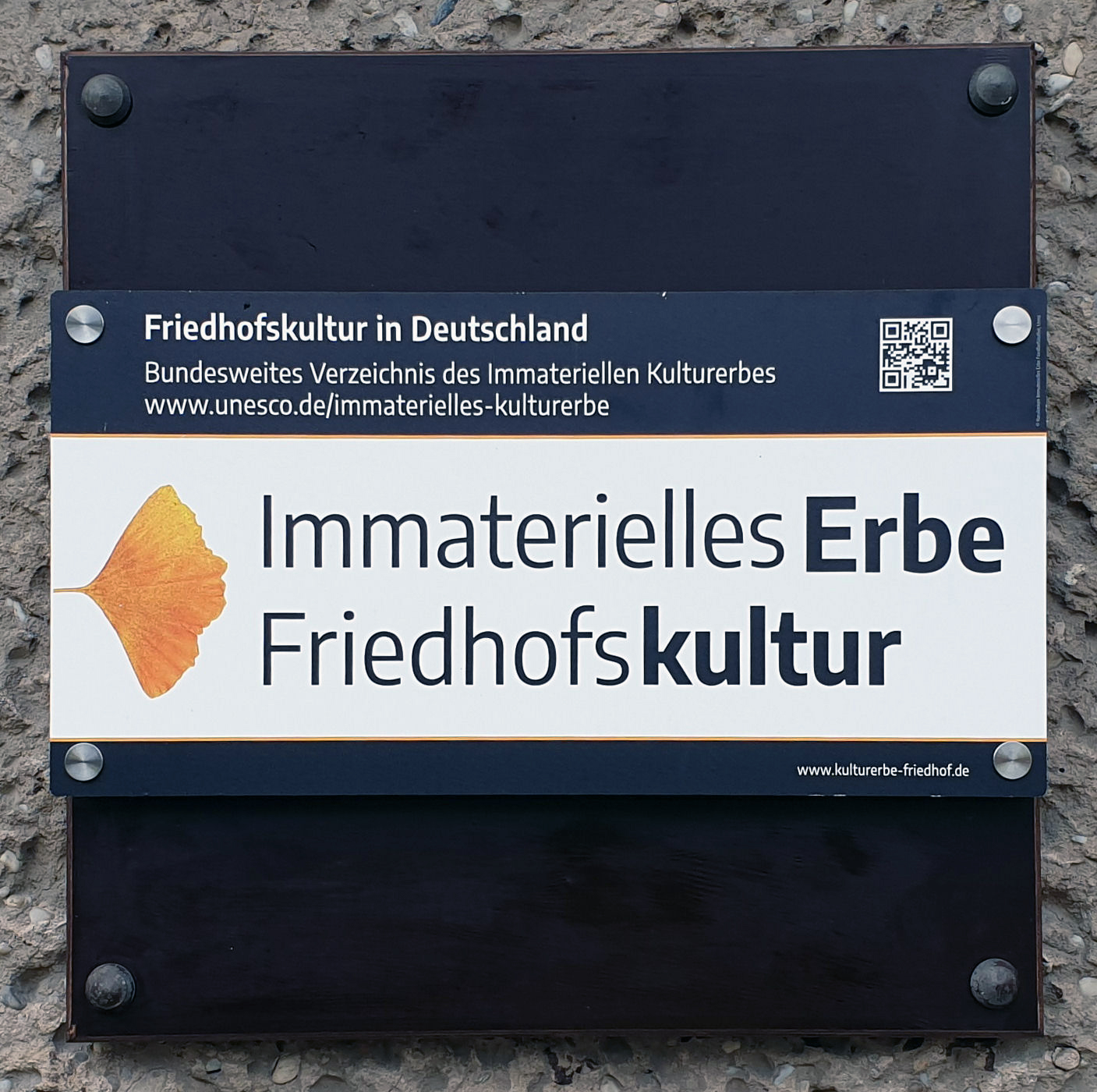
Gedenktafel für das Immaterielles Erbe Friedhofskultur

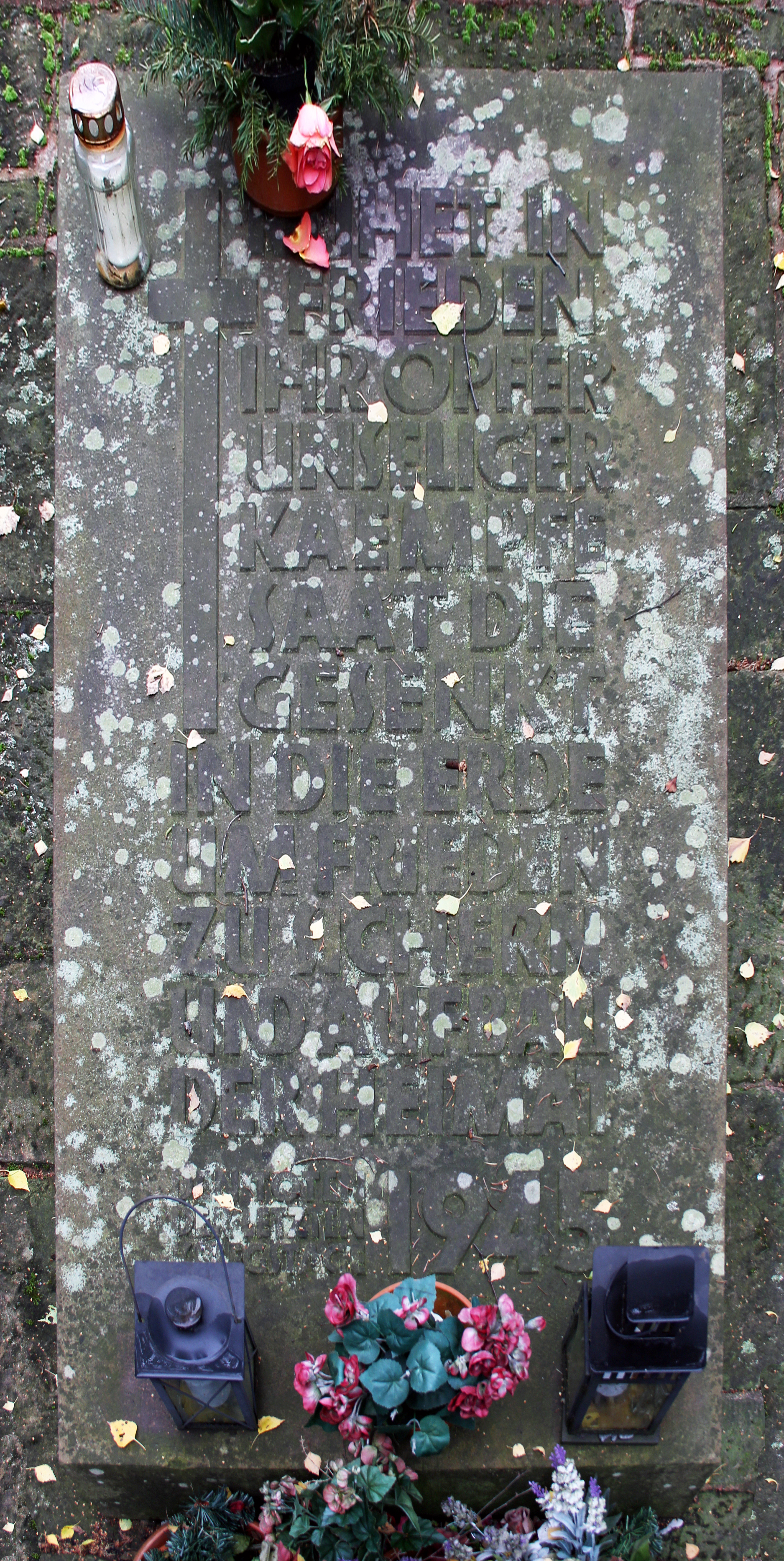
Gedenkstein für Kriegsopfer der letzten Kampftage 1945

Der Friedhof ist in einen Landschaftsgarten mit einer Fläche von 210.000 m² eingebettet und liegt südlich der Reißeckstraße unweit des Mariendorfer Dorfkerns. Die Anlage wurde 1951 vom Architekten Bernhard Kynast errichtet.
Auf dem Heidefriedhof gibt es eine Gedenkstätte für Kriegsopfer. Sie umfasst 624 Einzelgräber und ein Sammelgrab, in denen Soldaten des Zweiten Weltkrieges und Zivilisten bestattet sind. In den letzten Kriegsmonaten mussten vermehrt Bestattungen vorgenommen werden, so dass die vorhandenen, innerstädtischen Friedhöfe bald an ihre Grenzen stießen. Um die Seuchengefahr einzudämmen, wurden Notbegräbnisstätten eingerichtet, beispielsweise auf dem Bäumerplan am St. Josef-Krankenhaus (das ehemalige Reservelazarett Nr. 111) oder am Wenckebach-Krankenhaus (ehemaliges Reservelazarett Nr. 122). Hier wurden rund 250 bzw. 350 Tote bestattet. Auf Veranlassung des Gartenbauamtes wurden im März 1952 diese Toten aus hygienischen Gründen in Einzelgräber umgebettet. Tote, deren Identifikation nicht mehr möglich war, wurden in einem Sammelgrab bestattet, welches mit einem 9,5 Meter hohen Holzkreuz gekennzeichnet wurde.
2002 erfolgte eine Erneuerung der Grabkreuze. Dabei wurden die Daten der Toten vervollständigt, im Winter 2016 wurde das große Holzkreuz restauriert; von August bis November 2017 erfolgte ein Austausch der kleinen Holzkreuze gegen Kreuze aus dunklem Granit.

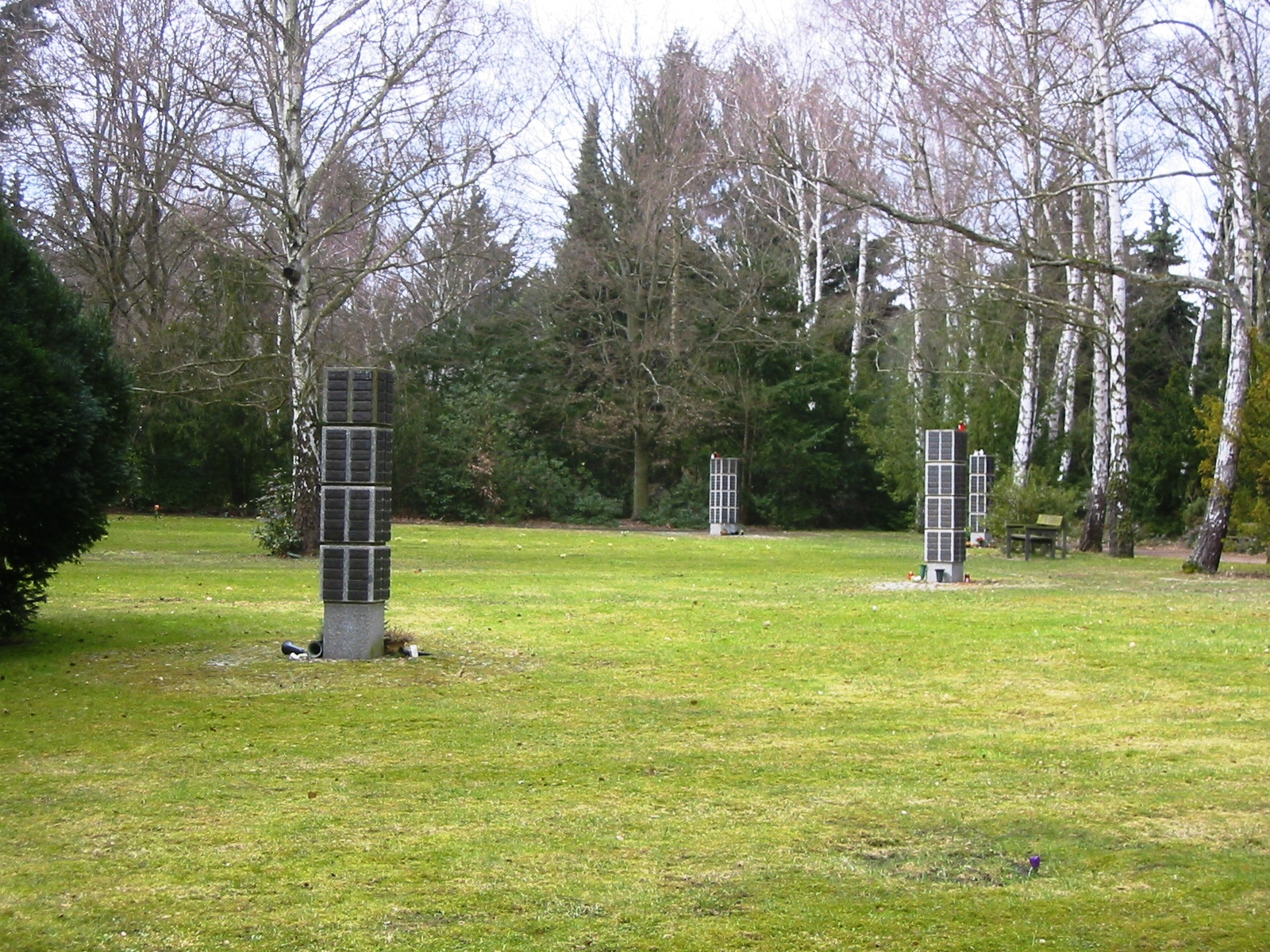
Säulenförmige Namensplatten an den Urnenbeisetzungen ohne individuelle Grabstelle

2009 war der Friedhof der Hauptveranstaltungsort am Berliner Tag des Friedhofs.

## Bestattungsarten
Folgende Bestattungsarten werden auf dem Heidefriedhof angeboten (Urnen- und Erdbeisetzungen werden in fast allen Abteilungen durchgeführt, so dass es keine reinen Urnen- oder Erdbeisetzungsabteilungen gibt):
- Aschengemeinschaftsgräber (Ausstreuen der Asche aus der Aschenkapsel)
- Erdbeisetzungen ohne individuelle Grabstelle
- Erdgemeinschaftsgräber (Gemeinschaftsbeisetzung in einem gestalteten Gemeinschafts-Grab)
- Erdreihengrabstellen (keine Nutzungsrechtsverlängerung an der Grabstelle möglich)
- Erdwahlgrabstellen (auch mehrstellig, Nutzungsrechtsverlängerung ist möglich)
- Urnenbeisetzungen ohne individuelle Grabstelle
- Urnengemeinschaftsgräber (Gemeinschaftsbeisetzung in einem gestalteten Gemeinschafts-Grab)
- Urnenreihengrabstellen (keine Nutzungsrechtsverlängerung an der Grabstelle möglich)
- Urnenwahlgrabstellen (Nutzungsrechtsverlängerung ist möglich)
- Urnenwandgrabstellen (in einem Kolumbarium)

## Grabstätten (Auswahl)
- Otto Burgemeister (1883–1957), Bezirksbürgermeister und Stadtältester von Berlin, Lage der Grabstelle: Abt. E VII Nr. 283/84
- Arthur Degner (1888–1972), ostpreußischer Maler, Grafiker und Kunsterzieher, Lage der Grabstelle: Abt. E VIII Nr. 42/43
- Jürgen Fuchs (1950–1999), systemkritischer Schriftsteller aus der ehemaligen DDR, Lage der Grabstelle: Abt. D VII Nr. 335/36
- Fritz Grantze (1893–1966), Politiker und Stadtältester von Berlin, Lage der Grabstelle: Abt. A VII Nr. 447
- Franz Klühs (1877–1938), Widerstandskämpfer gegen den Nationalsozialismus, Lage der Grabstelle: Abt. K IV Nr. 272
- Willy Kreuer (1910–1984), Architekt u. a. der Amerika-Gedenkbibliothek  in Berlin, Lage der Grabstelle: Abt. H II Nr. 934/35
- Alfred Menger (1901–1979), Politiker und Stadtältester von Berlin, Lage der Grabstelle: Abt. H I Nr. 229
- Fritz Wiesener (1880–1929), Politiker und Bürgermeister von Berlin-Tempelhof, Lage der Grabstelle: Abt. K III Nr. 360/61
- Dietmar Pertsch (1929–2022), Literaturwissenschaftler, Mediendidaktiker, Seminardirektor, Verfasser der ersten Monographie in deutscher Sprache über den jiddischen Schriftsteller Isaac Bashevis Singer, Lage der Grabstelle: Abt. E II 141/42

inzwischen aufgelöste Grabstellen:
- Egon Kaiser (1901–1982), Musiker und Bandleader der 30er Jahre